# Unidos do Fragata
Unidos do Fragata é uma escola de samba da cidade de Pelotas no Rio Grande do Sul. A entidade foi nove vezes campeã do Grupo Especial de sua cidade, além de uma do Grupo de Acesso.

## Carnavais
No carnaval de 2011 a escola falou sobre o Deus do Vinho, Baco, a cidade do Rio de Janeiro , a cidade itáliana de Veneza e sobre o carnaval, essa mistura rendeu a segunda colocação para a escola fragatense, perdendo apenas para a Estação Primeira do Areal, que falou sobre a Bahia e suas culturas.
Para o Carnaval de 2012 a escola falou sobre o tema obrigatório ao carnaval de Pelotas, o bicentenario da cidade ,mas a escola misturou o tema comparando a cidade Capital francesa, "Da societé française à Paris dos pampas: 200 anos de glamour.", a escola teve a 3º colocação e a queda do seu interpréte Emerson Nunes.
Para o carnaval de 2013 a escola falará sobre Pompilio Neves de Freitas (in memoriam), carnavalesco histórico da escola que dirigiu a carnaval durante a conquista do  pentacampeonato do carnaval da cidade entre 1999 e 2003.

## Enredos
| Ano | Colocação   | Grupo    | Enredo                                                                                       | Ref.                        |
| --- | ----------- | -------- | -------------------------------------------------------------------------------------------- | --------------------------- |
| 1994 | Campeã      | Especial |                                                                                              | [ 1 ]                       |
| 1995 | Campeã      | Especial |                                                                                              | [ 1 ]                       |
| 1996 | Campeã      | Especial |                                                                                              | [ 1 ]                       |
| 1997 | Campeã      | Especial |                                                                                              | [ 1 ]                       |
| 1998 | Vice-campeã | Especial |                                                                                              | [ 1 ]                       |
| 1999 | Campeã      | Especial | No Pampa de Ouro Reluz a Espora de Prata.                                                    | [ 1 ] [ 3 ]                 |
| 2000 | Campeã      | Especial | Brasil 500 Anos de Folia.                                                                    | [ 1 ] [ 4 ]                 |
| 2001 | Campeã      | Especial | Na Era de Aquarius, Navegar Eu Vou.                                                          | [ 1 ] [ 5 ]                 |
| 2002 | Campeã      | Especial | No toque do tambor, Ogum mandou Giba Giba aqui.                                              | [ 1 ] [ 6 ]                 |
| 2003 | Campeã      | Especial | Pelotas doce Princesa do Sul.                                                                | [ 1 ] [ 7 ]                 |
| 2004 | 3º lugar    | Especial |                                                                                              | [ 1 ]                       |
| 2005 | Vice-campeã | Especial |                                                                                              | [ 8 ]                       |
| Não desfilou em 2006 e 2007. Em 2008 apenas participação.                                                       |             |          |                                                                                              |                             |
| 2009 | Campeã      | Acesso   | Insha Alláh – Do lado de Lá ou do Lado de Cá, o Chuí é Carnaval no Universo do Toma Lá dá Cá | [ 1 ] [ 9 ]                 |
| 2010 | 3º lugar    | Especial | Da Revolução Armada , a Revolução da Paz, de Esperança de uma Cidade se Faz.                 | [ 10 ] [ 11 ]               |
| 2011 | Vice-campeã | Especial | Bacanal, Carnaval, Veneza, Brasil... Mais uma do Deus Baco                                   | [ 12 ] [ 13 ]               |
| 2012 | 3º lugar    | Especial | Da societé française à Paris dos pampas: 200 anos de glamour.                                | [ 14 ] [ 15 ] [ 16 ]        |
| 2013 | Vice-campeã | Especial | A Fragata segue seu caminho e lembra o mestre com carinho                                    | [ 17 ] [ 18 ] [ 19 ] [ 20 ] |
| Em 2014 as escolas do grupo especial decidiram não desfilar, por não aceitar o local indicado para os desfiles. |             |          |                                                                                              |                             |
| Em 2015 as escolas do grupo especial fizeram um desfile de participação.                                        |             |          |                                                                                              |                             |
| Em 2016 o carnaval foi cancelado devido a falta de recursos.                                                    |             |          |                                                                                              |                             |
| 2019 |             | Especial | Somos ratos, morcegos e baratas… E esta noite a cidade é nossa!                              | [ 24 ]                      |

## Títulos
- Campeã do Grupo Especial: 1994, 1995, 1996, 1997, 1999, 2000, 2001, 2002,[nota 1] 2003[1]
- Campeão do Grupo de Acesso: 2009[1]

## Prêmios
Estandarte de Ouro (Prêmio Rei Momo Agostinho Trindade)
- 2010: Comissão de frente, ala das baianas e destaque.[25]
- 2011: Ala das baianas, alegorias e adereços, harmonia musical, samba enredo.[26]
- 2012: Ala das baianas e harmonia musical.[27]
- 2013: Interprete.[28]